# Tüpfelbeutelmarder
Der Tüpfelbeutelmarder oder Östliche Beutelmarder (Dasyurus viverrinus) ist eine Art aus der Familie der Raubbeutler.

## Merkmale

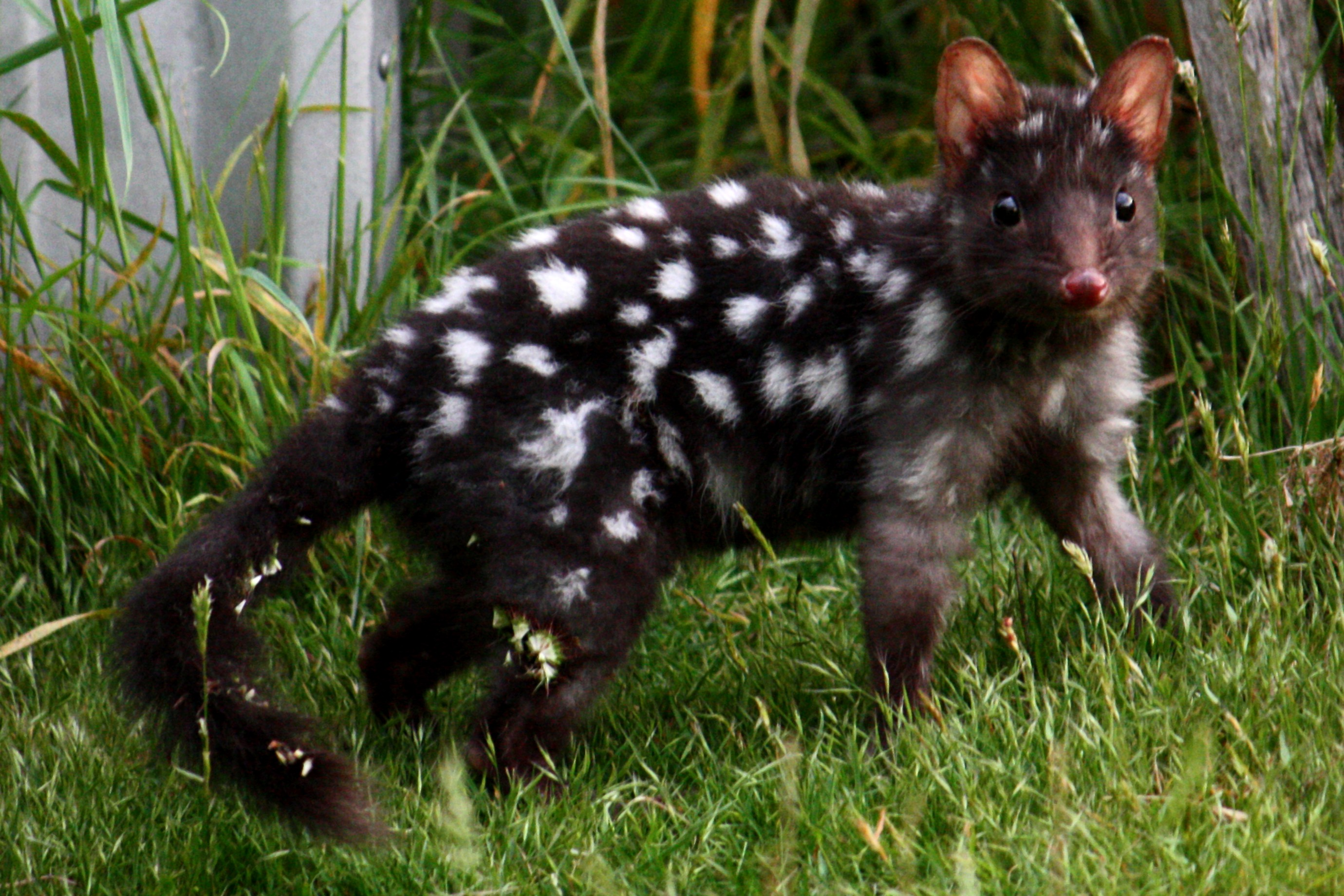
Schwarze Form des Tüpfelbeutelmarders

Diese Art erreicht eine Kopfrumpflänge von 28 bis 45 cm bei einem Gewicht von 700 bis 2000 g. Die Männchen sind in der Regel etwas größer und schwerer als die Weibchen. Es kommen nebeneinander zwei Farbformen vor. Die Oberseite der helleren ist hellbraun, die der dunklen schwarz. Beide Formen weisen die für diese Gattung typischen großen weißen Flecken auf der Oberseite auf; der Schwanz des Tüpfelbeutelmarders ist ungefleckt, die Hinterfüße haben nur vier Zehen.

## Verbreitung

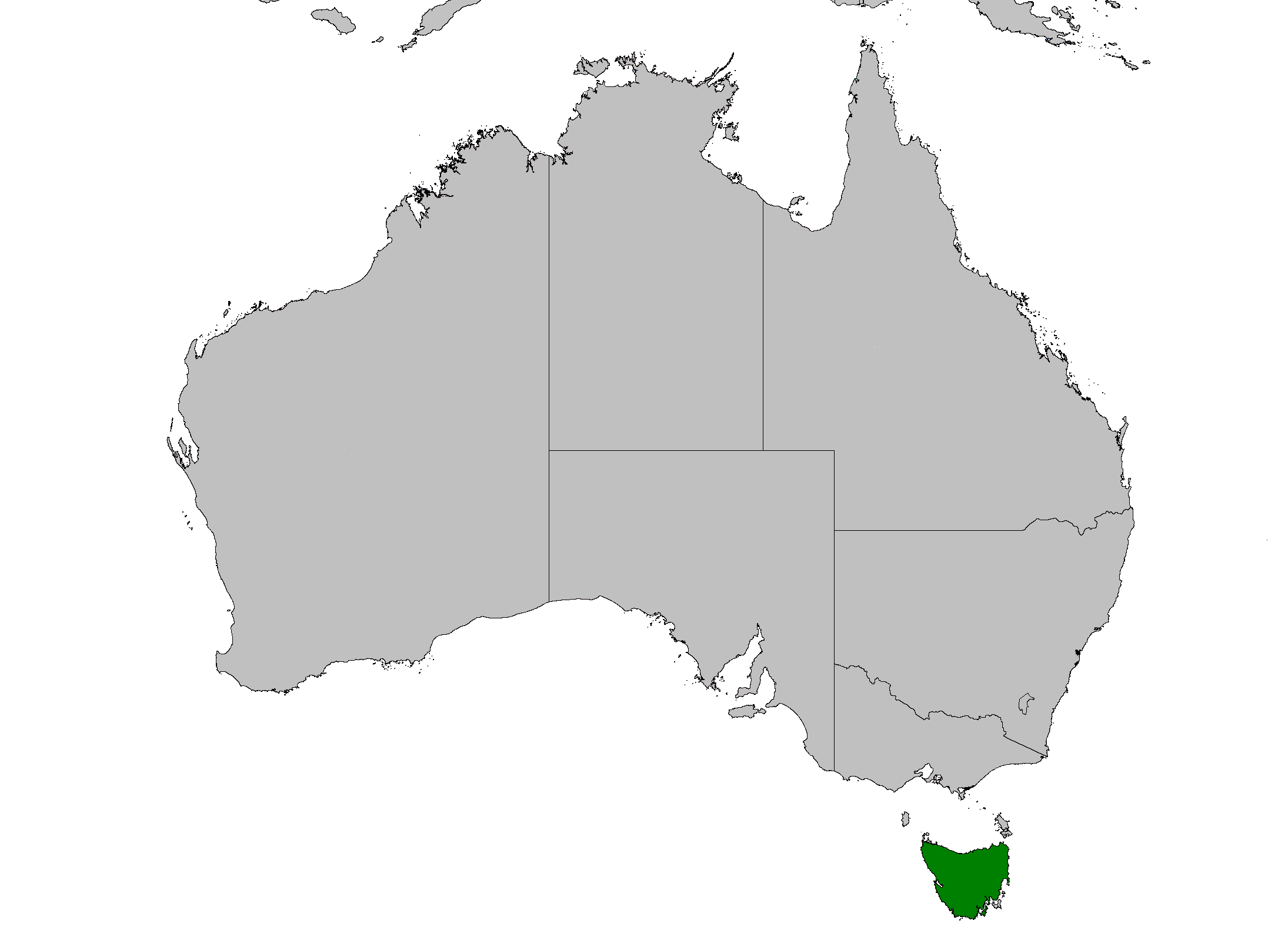
Verbreitung des Tüpfelbeutelmarders

Ursprünglich war der Tüpfelbeutelmarder im Südosten Australiens vom östlichen South Australia bis ins nördliche New South Wales sowie auf Tasmanien verbreitet. Anfang des 20. Jahrhunderts nahm die Populationsgröße stark ab, vermutlich durch eine Epidemie, aber auch wegen neuen Feinden wie eingeführte Füchse und verwilderte Hauskatzen. Seit Mitte der 1960er-Jahre gilt die Art auf australischem Festland als ausgestorben.  Der Tüpfelbeutelmarder kommt heute nur noch auf Tasmanien und den Inseln der Bass Strait vor. In Deutschland werden sie im Zoo Frankfurt, im Zoo Leipzig, im Zoo Berlin und in der Wilhelma gepflegt.
2018 wurden im Booderee-Nationalpark im Jervis Bay Territory 20 Tüpfelbeutelmarder aus Zuchten in Tasmanien ausgewildert. Viele der Tiere überlebten nicht, drei Weibchen haben aber Nachwuchs gezeugt. Die Tiere waren mit Sendern versehen. Im Jahr 2019 kamen 40 weitere Tiere, einige davon aus dem Australian Reptile Park nördlich von Sydney, hinzu. Weiter wurden zehn Tüpfelbeutelmarder aus diesem Zoo in einem eingezäunten Areal im Barrington-Tops-Nationalpark ausgewildert.

## Lebensraum
Als Lebensraum werden Buschland, Trockenwälder, aber auch Kulturland genutzt. In Eukalyptuswäldern mit angrenzendem Weideland werden die höchsten Bestandsdichten erreicht.

## Lebensweise
Tüpfelbeutelmarder leben einzelgängerisch, allerdings gibt es große Überlappungszonen der Streifgebiete. Hauptbestandteil der Nahrung sind Insekten, außerdem werden bodenbrütende Vögel, kleine
Säuger sowie Früchte und Gräser gefressen. Kadaver größerer Tiere werden ebenfalls genutzt. Der Tüpfelbeutelmarder ist meist nachtaktiv. In freier Wildbahn beträgt die Lebensdauer drei bis maximal fünf Jahre.

## Fortpflanzung
Pro Wurf werden bis zu 30 Junge geboren. Mit der Tatsache begründet, dass der Tüpfelbeutelmarder nur sechs Zitzen besitzt, sterben die meisten Jungen bereits kurz nach der Geburt. Nach etwa 90 Tagen verlassen die Jungen den Beutel. Nach zirka vier Monaten werden die Jungen entwöhnt. Die Geschlechtsreife erlangen die Jungen ab dem zwölften Monat.

## Gefährdung
Die Art wird auf der Roten Liste als stark gefährdet (endangered) eingestuft. Im Jahr 2000 wurde der Rotfuchs auch auf Tasmanien eingeführt. In den letzten 10 Jahren sank der Bestand um mehr als 50 %. 2018 wurden 20 Exemplare im Booderee-Nationalpark bei Jervis Bay ausgesetzt. 2019 folgten 40 weitere.
Noch heute wird der Tüpfelbeutelmarder als Schädling angesehen. Vielerorts werden ihm Fallen gestellt oder Gift gestreut.